# Aphanius

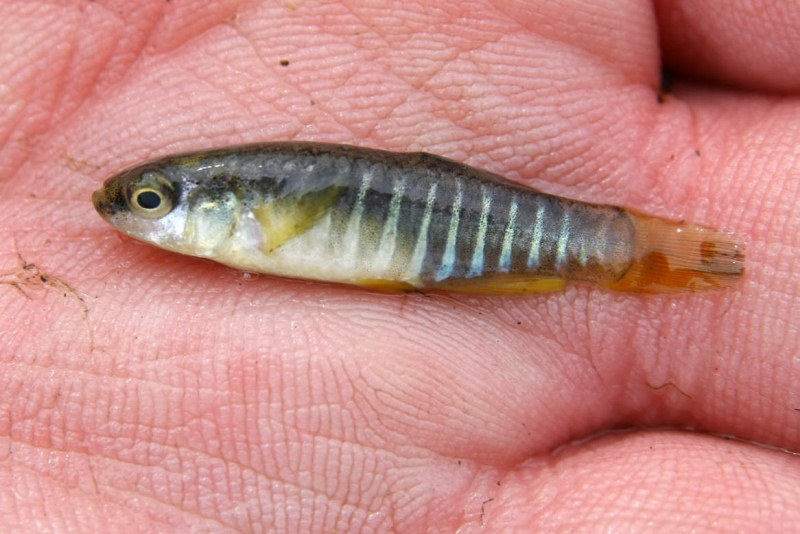
Mascle dAphanius fasciatus fotografiat a la Toscana (Itàlia).

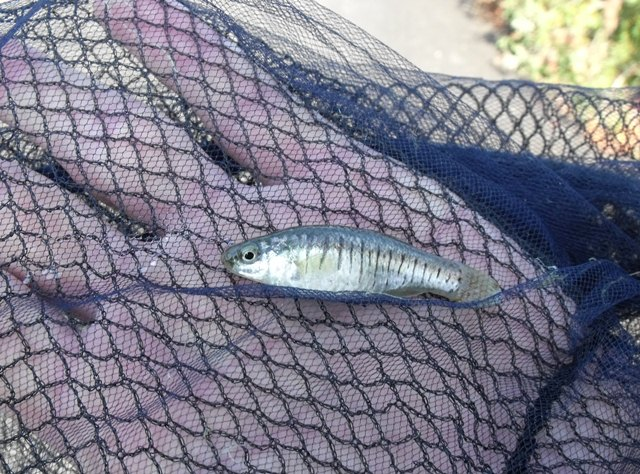
Femella dAphanius fasciatus

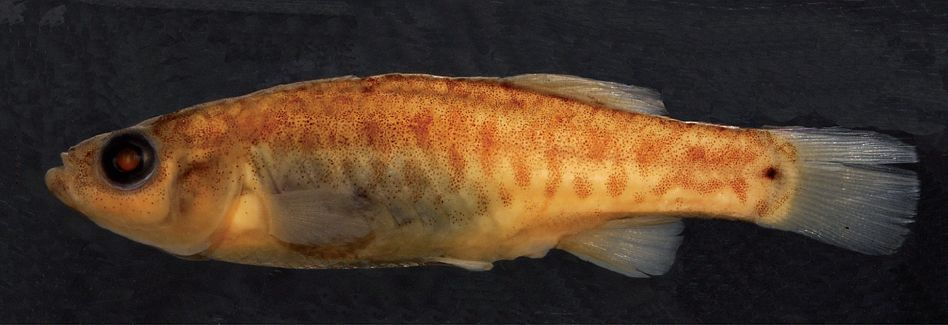
Femella dAphanius mesopotamicus

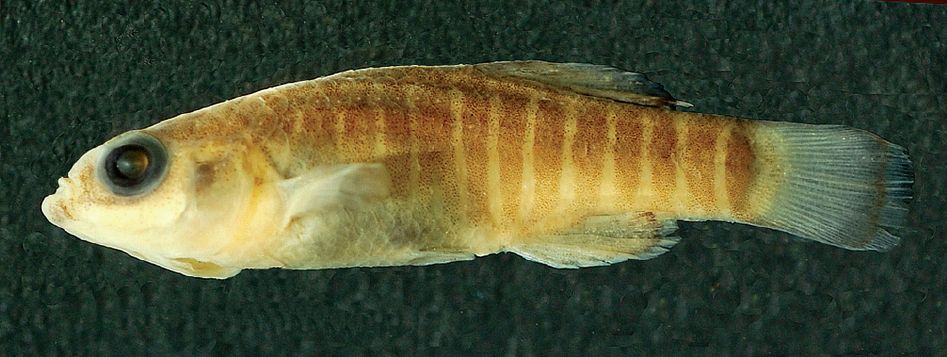
Mascle dAphanius mesopotamicus

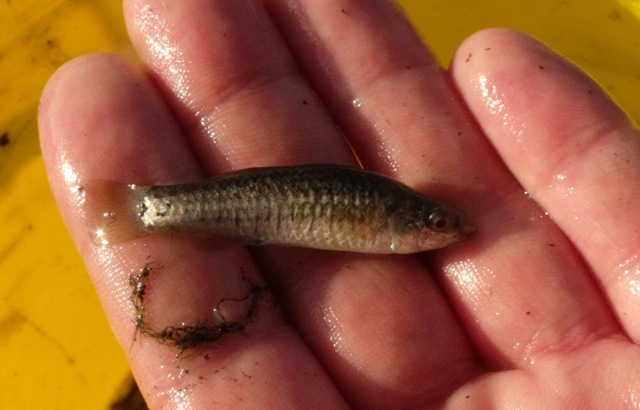
Femella dAphanius fasciatus fotografiada a la Toscana.

Aphanius és un gènere de peixos de la família dels ciprinodòntids i de l'ordre dels ciprinodontiformes.

## Distribució geogràfica
Es troba a Euràsia i Àfrica.

## Taxonomia
- Aphanius almiriensis  (Kottelat, Barbieri & Stoumboudi, 2007)[3]
- Aphanius anatoliae  (Leidenfrost, 1912)[4]
- Aphanius apodus  (Gervais, 1853)[5]
- Aphanius asquamatus  (Sözer, 1942)
- Aphanius baeticus  (Doadrio, Carmona & Fernández-Delgado, 2002)[6]
- Aphanius burdurensis  (Aksiray, 1948)
- Aphanius chantrei  (Gailland, 1895)
- Aphanius danfordii  (Boulenger, 1890)[7]
- Aphanius desioi  (Gianferrari, 1933)
- Aphanius dispar  (Rüppell, 1826)[8][9]
  - Aphanius dispar dispar  (Rüppell, 1826)
  - Aphanius dispar richardsoni  (Boulenger, 1907)
- Aphanius fasciatus  (Valenciennes, 1821)[10][11]
- Aphanius ginaonis  (Holly, 1929)
- Fartet (Aphanius iberus) (Valenciennes, 1846)[12][13][14]
- Aphanius isfahanensis  (Hrbek, Keivany & Coad, 2006)[15]
- Aphanius mento  (Heckel, 1843)[16]
- Aphanius mesopotamicus  (Coad, 2009)[17]
- Aphanius opavensis  (Gaudant, 2006) †
- Aphanius persicus  (Jenkins, 1910)
- Aphanius punctatus  (Heckel, 1846)
- Aphanius saourensis  (Blanco, Hrbek & Doadrio, 2006)[18]
- Aphanius sirhani  (Villwock, Scholl & Krupp, 1983)
- Aphanius sophiae  (Heckel, 1846)[19]
- Aphanius splendens  (Kosswig & Sözer, 1945)
- Aphanius stiassnyae  (Getahun & Lazara, 2001)[20]
- Aphanius sureyanus  (Neu, 1937)
- Aphanius transgrediens  (Ermin, 1946)[21]
- Aphanius villwocki  (Hrbek & Wildekamp, 2003)[22]
- Aphanius vladykovi   (Coad, 1988)[23][24][25]